# Ignacio Achúcarro
Ignacio Achúcarro (31 de juliol de 1936) és un exfutbolista paraguaià.

## Selecció del Paraguai
Va formar part de l'equip paraguaià a la Copa del Món de 1958. Va jugar al Sevilla durant deu temporades.